# Leacht

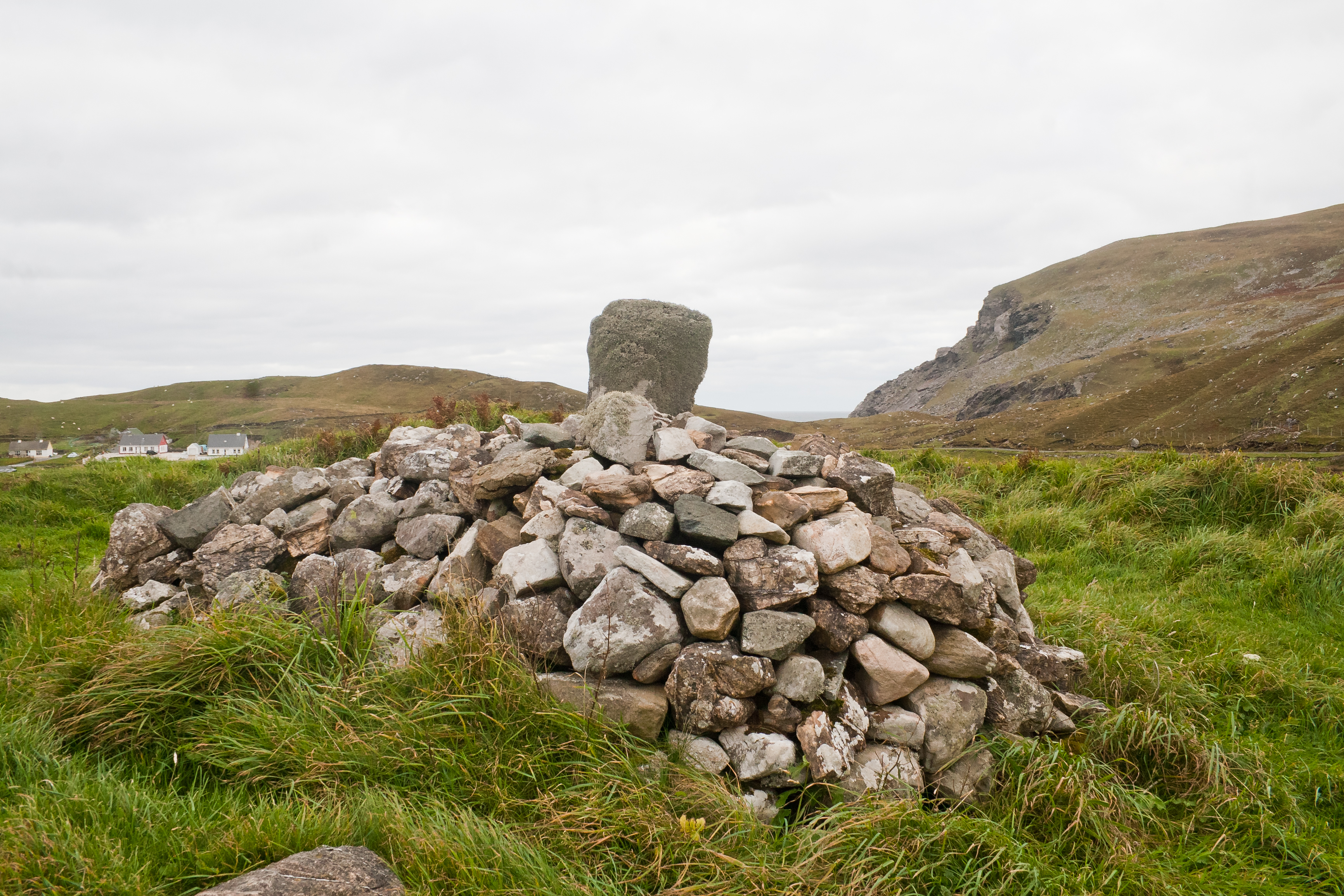
Leacht a Glencolmcille, contea di Donegal, Irlanda

Un leacht (plurale: leachta) è una piccola struttura in pietra, quadrata o rettangolare, che si trova spesso nei luoghi di culto dei primi cristiani irlandesi. Sono in genere realizzati con pietre grezze, non intonacate e si trovano più spesso nei monasteri delle isole al largo della costa occidentale dell'Irlanda. La loro precisa funzione è sconosciuta. Potrebbero essere stati eretti per contrassegnare i luoghi di sepoltura (alcuni contengono resti umani), o per onorare un santo, o per essere utilizzati come altare o luogo di preghiera.
Poiché sono molto deperibili, la loro densità e distribuzione originali è sconosciuta. Gli esempi più noti si trovano a Skellig Michael e Illauntannig, entrambi al largo della contea di Kerry, e a Inishmurray al largo della contea di Sligo.